# 特羅揚市鎮
42°52′N 24°40′E / 42.867°N 24.667°E

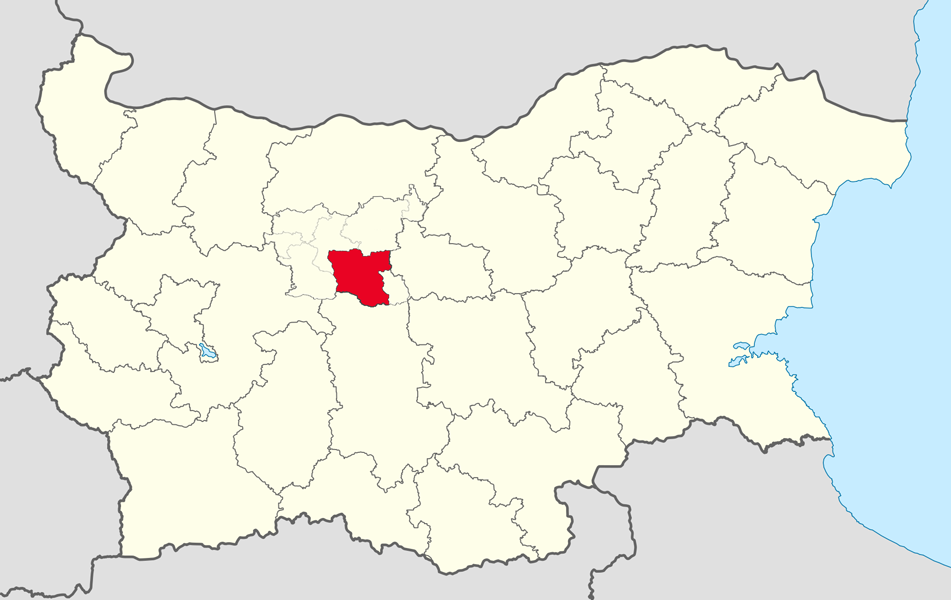

特羅揚市，是保加利亞的城鎮，位於該國中部，由洛維奇州負責管轄，首府設於特羅揚，面積888.85平方公里，2009年人口33,827，人口密度每平方公里38.06人。